# Guankou (köpinghuvudort i Kina, Hubei Sheng, lat 30,55, long 115,33)
Guankou är en köpinghuvudort i Kina. Den ligger i provinsen Hubei, i den centrala delen av landet, omkring 100 kilometer öster om provinshuvudstaden Wuhan. Antalet invånare är 71 852. Befolkningen består av 35 245 kvinnor och 36 607 män. Barn under 15 år utgör 16,0 %, vuxna 15-64 år 69 %, och äldre över 65 år 14,0 %.
Runt Guankou är det tätbefolkat, med 550 invånare per kvadratkilometer. Närmaste större samhälle är Qingquan, 13,2 km sydväst om Guankou. Trakten runt Guankou består till största delen av jordbruksmark.
Genomsnittlig årsnederbörd är 1 868 millimeter. Den regnigaste månaden är juli, med i genomsnitt 305 mm nederbörd, och den torraste är januari, med 48 mm nederbörd.